# Acromantis japonica
Acromantis japonica es una especie de mantis de la familia Hymenopodidae.

## Distribución geográfica
Se encuentra en Japón, Corea, Taiwán y China.